# Torii Kiyonaga
Torii Kiyonaga, född 1752 i Edo, död där 28 juni 1815, var en japansk målare och tecknare för träsnitt av Toriifamiljen.
Torii Kiyonaga tillhörde Ukiyo-eskolan. Efter affärsverksamhet blev han elev till den tredje Toriimästaren Torii Kiyomitsu. Han anslöt sig dock mer till Hishikawa Moronobu och utvecklade en egen stil, som skiljde sig från äldre Toriimålningar. 1785–1811 utgav han omkring 120 illustrerade böcker och utförde dessutom en mängd blad med modeskönheter och krigare, mindre ofta skådespelare, som var Toriis egentliga specialitet. Träsnitten efter hans teckningar är torrare och mindre uppfinningsrika än hans samtidas. Efter Torii Kiyomitsus död övertog han dennes ateljé.